# Mariana
Mariana là một đô thị thuộc bang Minas Gerais, Brasil. Đô thị này có diện tích 1193,293 km², dân số năm 2007 là 53989 người, mật độ 44,4 người/km².